# Кин (Њу Хемпшир)
Кин (енгл. Keene) град је у америчкој савезној држави Њу Хемпшир.

## Демографија
По попису из 2010. године број становника је 23.409, што је 846 (3,7%) становника више него 2000. године.
| Група             | 2000.          | 2010.          |
| Белци             | 21.916 (97,1%) | 22.085 (94,3%) |
| Афроамериканци    | 89 (0,4%)      | 144 (0,6%)     |
| Азијати           | 153 (0,7%)     | 474 (2,0%)     |
| Хиспаноамериканци | 172 (0,8%)     | 372 (1,6%)     |
| Укупно            | 22.563         | 23.409         |